# Посадка на воду

Лебедь-шипун приводняется близ берега

Посадка на воду или приводнение — посадка, осуществляемая на водную поверхность. Для воздушных судов-амфибий, гидросамолётов и летающих лодок, а также водоплавающих птиц такой тип посадки является штатным; для прочих типов воздушных судов — аварийным.

## Гидроавиация

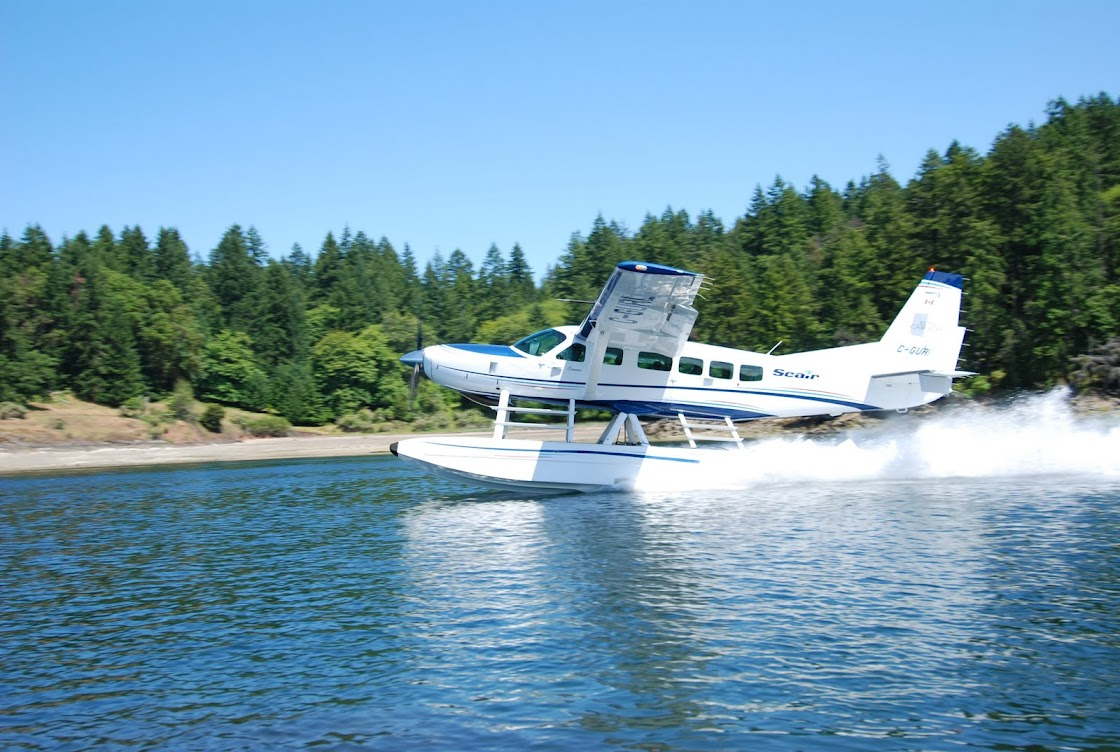
Посадка гидросамолёта с поплавковым шасси

Вода занимает более 2/3 площади Земли, к тому же водная поверхность, особенно рек, озёр и закрытых гаваней, представляет собой гладкую поверхность, поэтому не случайно начиная с начала XX века конструкторы были одержимы идеей использования поверхности воды в качестве уже готового аэродрома. Первый гидросамолёт создал в 1909 году Гленн Кёртисс, а в период Первой мировой войны гидроавиация была выделена в отдельный вид. В отличие от сухопутных аэродромов, расширение которых требовало новых земель, водные акватории в большинстве имели значительные площади, фактически не сдерживая рост размеров гидроавиации, которая в 1930-е — 1940-е годы испытывала расцвет, а в 1947 году Говардом Хьюзом был построен H-4 Hercules, который стал самым большим представителем гидроавиации — длина более 66 метров при размахе крыла более 97 метров. Именно благодаря гидросамолётам начали выполняться авиарейсы на отдалённые острова, как например Филиппины, где строительство сухопутных аэродромов было весьма затратным. Но начиная с конца 1940-х годов обычная «сухопутная» авиация начала постепенно увеличивать долю в числе трансокеанских рейсов, чему способствовали более высокие скорости за счёт отсутствия боковых поплавков и другого аналогичного оборудования, предназначенного для посадки на воду, но при этом увеличивающего аэродинамическое сопротивление.
Но при всех своих кажущихся преимуществах у приводнения есть серьёзная проблема — вода хоть и является жидкостью, но с высоким поверхностным натяжением и низкой сжимаемостью, из-за чего удар о водную поверхность на высокой скорости сравним с ударом о твёрдое тело, что грозит разрушением конструкции. Также морская поверхность редко бывает гладкой из-за наличия волн, что приводит порой к необходимости оборудования закрытых акваторий. Для возможности приводнения ночью используют специальные фонари, которые располагают на воде через определённое расстояние вдоль курса посадки.

## Космические аппараты

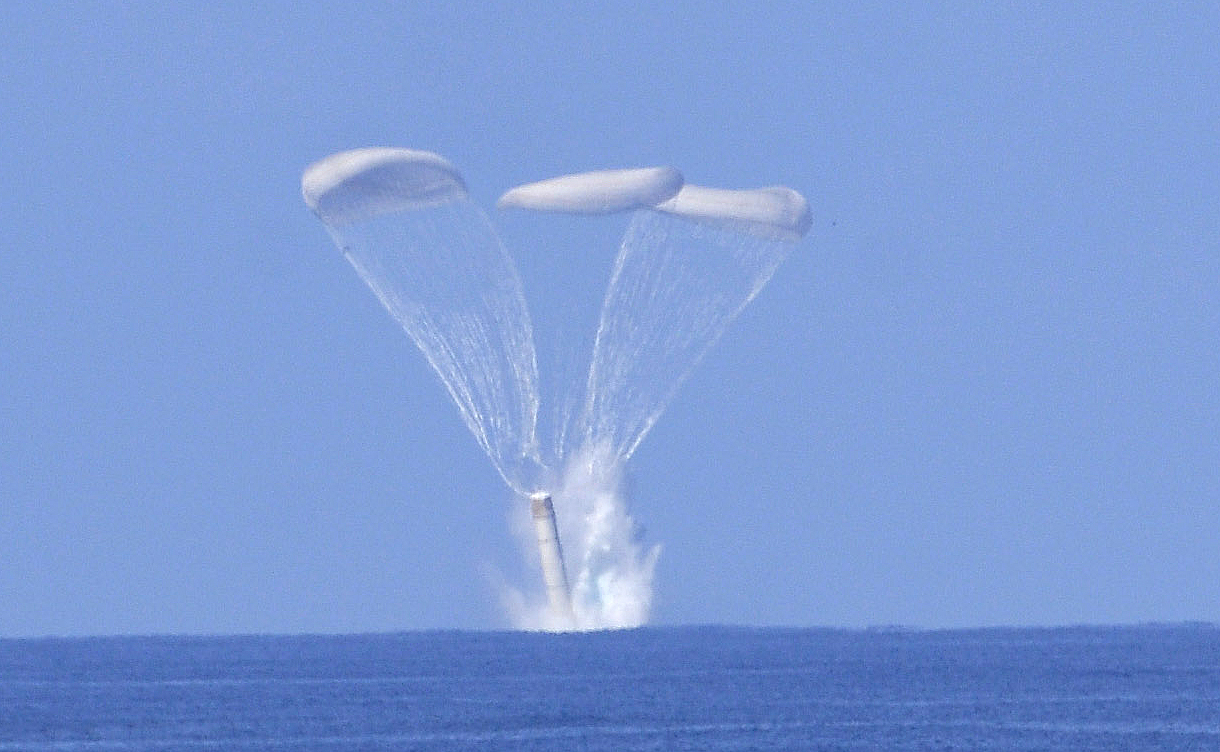
Приводнение бокового ускорителя «Спейс шаттла»

Новый интерес к посадкам на воду дало начало американских пилотируемых космических полётов, так как приводнение позволяло выполнять хоть и жёсткую, но не приводящую к гибели людей посадку, хотя при этом был риск затопления космического аппарата. Также необходимо как можно более быстрое обнаружение приводнившегося аппарата и спасение астронавта. Примером нештатной ситуации может служить случай уже со вторым астронавтом — Вирджилом Гриссомом, чей космический аппарат Меркурий-Редстоун-4 из-за самопроизвольного открытия люка стал набирать воду; Гриссом успел выбраться наружу, но капсула утонула. Конструкция космического челнока «Спейс шаттл» также рассчитана на приводнение, хотя такая ситуация ни разу не возникала. Из советских и российских космических аппаратов известен только один случай посадки на воду — Союз-23 на поверхность озера Тенгиз. Современные космические корабли, такие как «Dragon», CST-100 Starliner и другие, также осуществляют посадку на воду.

## Вынужденные посадки

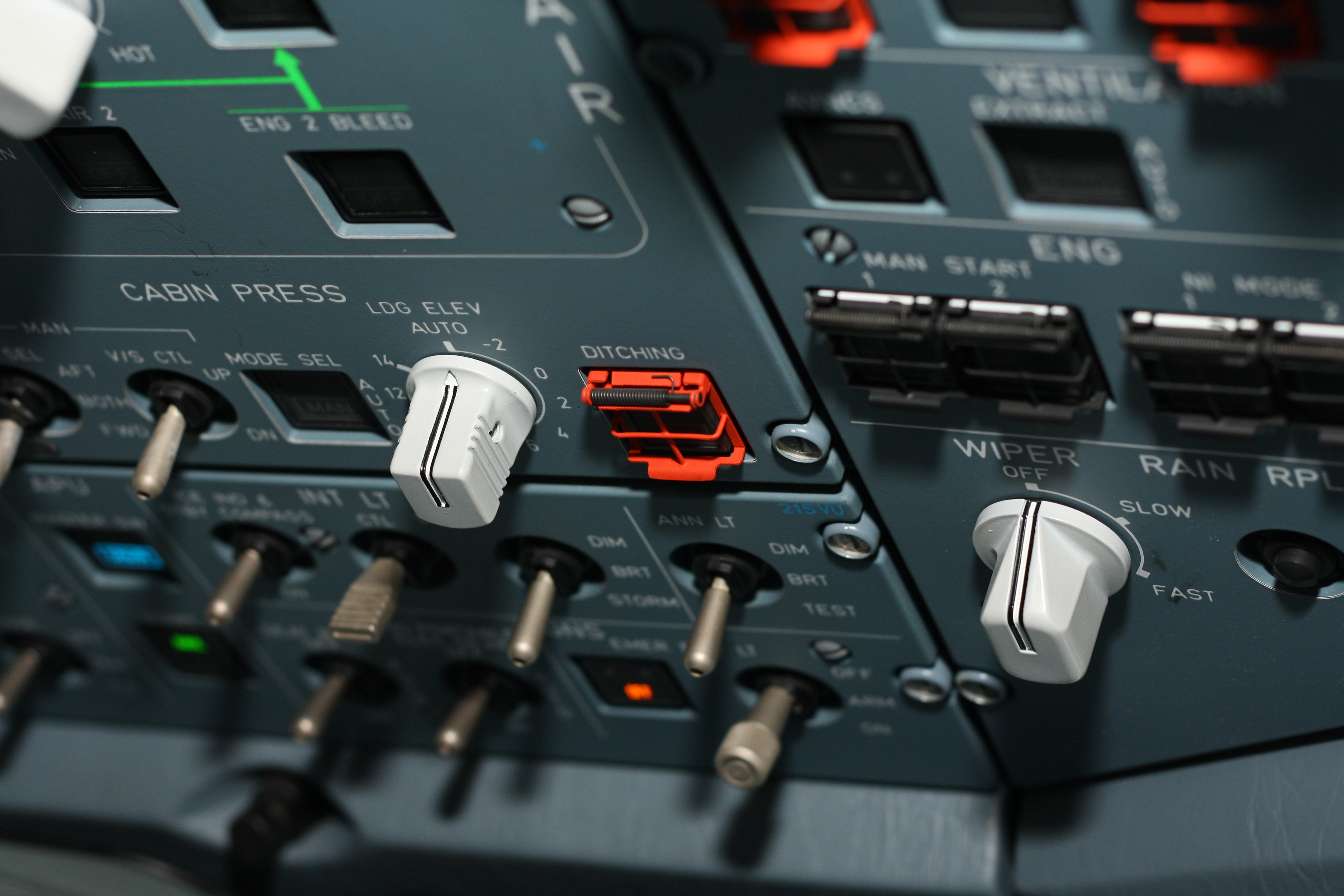
Кнопка «Ditching» («Приводнение», в центре) в кабине Airbus A330

Вынужденное приводнение — редкое явление, так как часто экипажи стараются «дотянуть» до ближайшего аэродрома или хотя бы открытого участка суши. В случае с авиацией общего пользования наибольшая вероятность приводнения у небольших самолётов, которые имеют лишь один двигатель и случае его отказа фактически превращаются в планёр. Согласно статистическим данным NTSB, вероятность получения травмы при посадке на воду сравнима с посадкой на лес, при этом в случае высокопланов выживаемость выше, по сравнению с низкопланами, так как у последних первое касание о воду происходит не только фюзеляжем, но и крылом, а потому сильнее удар. Если конструкция после приводнения относительно уцелеет, самолёт будет наполняться водой постепенно и утонет по прошествии некоторого времени, в ходе которого люди на борту успеют эвакуироваться. Например, известен случай, когда близ Флориды однажды был найден Piper Aztec, который оставался на плаву на протяжении нескольких дней; по мнению следователей, такой плавучести способствовали несколько мешков с марихуаной на заднем сидении. Также известен случай, когда самолёт Lockheed C-130 Hercules в условиях шторма (скорость ветров до 55 узлов) оставался на плаву на протяжении 56 часов.
В коммерческой авиации FAA не требует от авиакомпаний, чтобы пилоты обучались посадкам на воду, но при этом проводятся тренировки по эвакуации после приводнения. Также перед взлётом бортпроводники доводят инструкции по эвакуации и пользованию спасательными жилетами и спасательными плотами до пассажиров. Что примечательно, конструкция некоторых современных авиалайнеров рассчитана на приводнение, в том числе на самолётах Airbus имеется кнопка «Приводнение» («Ditching»), при активации которой закрываются отверстия в нижней части фюзеляжа, тем самыми ограничивая поступление воды внутрь. Хотя рекомендуется выполнять приводнения во внутренних водах (реки и озёра), как более спокойных, при этом не стоит забывать об опасности столкновения с деревьями или другими препятствиями, в результате чего самолёт может выйти из-под контроля и врезаться в землю на берегу (пример).

### Список вынужденных приводнений

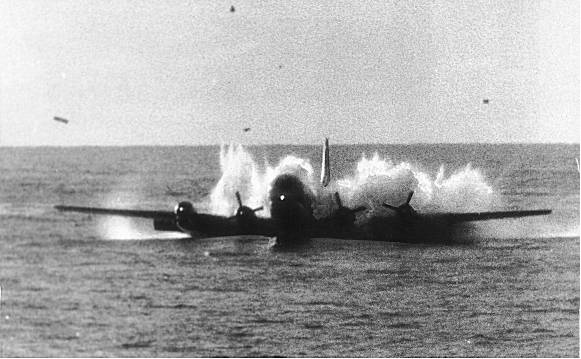
Boeing 377 приводняется в Тихом океане

| Дата                  | Место                                                   | Воздушное судно          | Жертвы  | Причина приводнения                                                             | И      |
| --------------------- | ------------------------------------------------------- | ------------------------ | ------- | ------------------------------------------------------------------------------- | ------ |
| 21 октября 1926 года  | Ла-Манш                                                 | Handley Page W.10        | 0/12    | Отказ правого двигателя                                                         | [ 6 ]  |
| 29 ноября 1938 года   | Тихий океан, близ Пойнт-Рейеса                          | Douglas DC-3A-191        | 5/7     | Исчерпание топлива                                                              | [ 7 ]  |
| 11 ноября 1942 года   | Атлантический океан, 400 км от Лиссабона                | Douglas C-47-DL          | 0/12    | При полёте в Северную Африку экипаж заблудился в условиях шторма                | [ 8 ]  |
| 21 апреля 1944 года   | Осло-фьорд, близ Фредрикстада                           | Douglas DC-3-220B        | 9/20    | Пожар на борту из-за воспламенения груза                                        | [ 9 ]  |
| 4 июля 1946 года      | Атлантический океан, 198 км от Аракажу                  | Bristol 170 Wayfarer IIA | 0/5     | Исчерпание топлива                                                              | [ 10 ] |
| 21 июня 1947 года     | Каркинитский залив                                      | Ли-2                     | 8/29    | Отказ двигателя                                                                 | [ 11 ] |
| 16 сентября 1948 года | Баренцево море, близ Варандея                           | Ли-2                     | 7/7     | Исчерпание топлива; самолёт пропал без вести                                    | [ 12 ] |
| 7 июня 1949 года      | Сан-Хуан                                                | Curtiss C-46D-5-CU       | 53/81   | Отказ двигателя, перегруз самолёта (подробнее…)                                 | [ 13 ] |
| 15 августа 1949 года  | близ Ирландии                                           | Douglas C-54A-DO         | 8/58    | Исчерпание топлива                                                              | [ 14 ] |
| 5 июня 1950 года      | Атлантический океан, 480 км восточнее Мелборна          | Curtiss C-46F-1-CU       | 28/65   | Отказ обоих двигателей                                                          | [ 15 ] |
| 11 апреля 1952 года   | Сан-Хуан                                                | Douglas DC-4             | 52/69   | Отказ двигателя в условиях недостаточной тяги остальных (подробнее…)            | [ 16 ] |
| 30 апреля 1953 года   | Волга, у Казани                                         | Ил-12                    | 1/23    | Отказ двигателей из-за столкновения с птицами (подробнее…)                      | [ 17 ] |
| 19 июня 1954 года     | Ла-Манш, 10 км западнее Фолкстона                       | Convair CV-240-4         | 3/9     | Исчерпание топлива                                                              | [ 18 ] |
| 23 июля 1954 года     | Хайнань                                                 | Douglas C-54A-10-DC      | 8/13    | Сбит китайскими ВВС                                                             | [ 19 ] |
| 22 декабря 1954 года  | 3 км от Питтсбурга                                      | Douglas DC-3C            | 10/28   | Исчерпание топлива                                                              | [ 20 ] |
| 26 марта 1955 года    | Тихий океан, 56 км восточнее Орегона                    | Boeing 377-10-26         | 4/23    | В полёте отделился двигатель, приведя к потере управления (подробнее…)          | [ 21 ] |
| 11 апреля 1955 года   | Бунгуран                                                | Lockheed L-749A          | 16/19   | Пожар двигателя из-за саботажа                                                  | [ 22 ] |
| 2 марта 1956 года     | Атлантический океан                                     | Douglas C-124C           | 17/17   | Отказ двигателя                                                                 | [ 23 ] |
| 2 апреля 1956 года    | Пьюджет, близ Сиэтла                                    | Boeing 377-10-30         | 5/38    | После взлёта возникла опасная сильная вибрация (подробнее…)                     | [ 24 ] |
| 16 октября 1956 года  | Тихий океан                                             | Boeing 377-10-29         | 0/31    | Потеря управления одним воздушным винтом и отказ другого двигателя (подробнее…) | [ 25 ] |
| 16 августа 1957 года  | Кабарете                                                | Lockheed 1049G           | 1/11    | Отказ трёх двигателей                                                           | [ 26 ] |
| 4 ноября 1957 года    | Сан-Паулу                                               | Douglas C-54A-5-DO       | 0/34    | Пожар и отделение двигателя                                                     | [ 27 ] |
| 4 ноября 1957 года    | 3 км восточнее Сиднея                                   | Douglas C-47-DL          | 0/27    | Отказ правого двигателя и ошибочное отключение левого                           | [ 28 ] |
| 14 июля 1960 года     | Полилло                                                 | Douglas DC-7C            | 1/58    | Отказ и отделение двигателя                                                     | [ 29 ] |
| 14 июля 1960 года     | Минданао                                                | Douglas C-47A-DL         | 0/34    | Исчерпание топлива                                                              | [ 30 ] |
| 23 сентября 1962 года | Атлантический океан                                     | Lockheed L-1049H         | 28/76   | Отказ двух двигателей и ошибочное отключение третьего                           | [ 31 ] |
| 22 октября 1962 года  | Ситка                                                   | Douglas DC-7CF           | 0/102   | Отказ двигателя с потерей управления воздушным винтом (подробнее…)              | [ 32 ] |
| 26 февраля 1963 года  | Залив Шелихова                                          | Ил-18В                   | 10/10   | Отказ двух двигателей                                                           | [ 33 ] |
| 21 августа 1963 года  | Нева, Ленинград                                         | Ту-124                   | 0/51    | Исчерпание топлива (подробнее…)                                                 | [ 34 ] |
| 28 марта 1964 года    | Тихий океан                                             | Douglas C-54A-10-DC      | 9/9     | Отказ двигателя; самолёт пропал без вести                                       | [ 35 ] |
| 21 июня 1964 года     | Пальма                                                  | Douglas C-47A-85-DL      | 1/28    | Отказ обоих двигателей после взлёта                                             | [ 36 ] |
| 8 ноября 1965 года    | Каттегат                                                | Douglas C-54D-5-DC       | 0/20    | Отказ двигателей                                                                | [ 37 ] |
| 23 апреля 1966 года   | Каспийское море, южнее Баку                             | Ил-14                    | 33/33   | Отказ двигателей (подробнее…)                                                   | [ 38 ] |
| 17 августа 1966 года  | Пуэрто-Лобос                                            | Curtiss C-46F-1-CU       | 1/16    | Последовательный отказ двигателей                                               | [ 39 ] |
| 9 сентября 1966 года  | близ Батуми и мыса Цихисдзири                           | Ан-2ТП                   | 1/12    | Отказ двигателя (подробнее…)                                                    | [ 40 ] |
| 16 сентября 1966 года | Эль-Саусаль                                             | Douglas C-47A-75-DL      | 1/27    | Отказ воздушного винта после взлёта                                             | [ 41 ] |
| 2 мая 1970 года       | Карибское море, 48 км от Санта-Круса                    | Douglas DC-9-33CF        | 23/63   | Исчерпание топлива (подробнее…)                                                 | [ 42 ] |
| 16 сентября 1973 года | Фукуок                                                  | DHC-4-7                  | 14/36   | Отказ двигателя после взлёта                                                    | [ 43 ] |
| 28 декабря 1973 года  | Дурбан                                                  | Douglas C-49E            | 1/25    | Исчерпание топлива                                                              | [ 44 ] |
| 25 июля 1975 года     | Мистассини                                              | Douglas R4D-1            | 0/24    | Отказ навигационного оборудования; истощение топлива                            | [ 45 ] |
| 22 октября 1978 года  | Беллона                                                 | BN-2A                    | 11/11   | Исчерпание топлива; самолёт пропал без вести                                    | [ 46 ] |
| 18 апреля 1984 года   | Императрис                                              | EMB-110P                 | 1/17    | Отделение двигателя после столкновения в воздухе                                | [ 47 ] |
| 16 сентября 1984 года | Ирбенский пролив, южнее Сааремаа                        | Ил-14П                   | 0/10    | Отказ двигателя и падение скорости                                              | [ 48 ] |
| 6 июля 1989 года      | Акатан, близ Мыса Шмидта                                | Ил-14М                   | 0/9     | Последовательный отказ двигателей                                               | [ 49 ] |
| 2 января 1990 года    | Яванское море, 90 км от Джакарты                        | CASA NC-212-200          | 9/16    | Отказ двигателя после взлёта и превышение полётного веса                        | [ 50 ] |
| 11 сентября 1990 года | Атлантический океан, 290 км юго-восточнее Ньюфаундленда | Boeing 727-247           | 16/16   | Исчерпание топлива; самолёт пропал без вести                                    | [ 51 ] |
| 18 апреля 1991 года   | Нуку-Хива                                               | Dornier 228—212          | 10/22   | Отказ двигателя и ошибки в пилотировании                                        | [ 52 ] |
| 24 апреля 1994 года   | Сидней                                                  | Douglas C-47A-20-DK      | 0/25    | Отказ двигателя после взлёта                                                    | [ 53 ] |
| 23 ноября 1996 года   | Гранд-Комор                                             | Boeing 767-260ER         | 125/175 | Угон самолёта; исчерпание топлива (подробнее…)                                  | [ 54 ] |
| 29 июля 1998 года     | Манакапуру, 100 км западнее Манауса                     | EMB-110P1                | 12/27   | Отказ двигателя и превышение полётного веса                                     | [ 55 ] |
| 13 января 2000 года   | Марса-эль-Брега                                         | Short 360—300            | 22/41   | Проблемы с топливом и ошибки в пилотировании                                    | [ 56 ] |
| 19 сентября 2000 года | Куба                                                    | Ан-2                     | 1/10    | Угон самолёта; исчерпание топлива                                               | [ 57 ] |
| 16 января 2002 года   | Соло, 22,5 км западнее Джокьякарты                      | Boeing 737-3Q8           | 1/60    | Отказ двигателей при пролёте ливневого дождя (подробнее…)                       | [ 58 ] |
| 11 ноября 2002 года   | Манила                                                  | Fokker F-27-600          | 19/34   | Отказ двигателя после взлёта                                                    | [ 59 ] |
| 22 октября 2004 года  | Нью-Провиденс                                           | Beechcraft 1900C         | 0/10    | Исчерпание топлива                                                              | [ 60 ] |
| 6 августа 2005 года   | 26 км северо-восточнее Палермо                          | ATR 72-202               | 16/39   | Исчерпание топлива и ошибки в пилотировании (подробнее…)                        | [ 61 ] |
| 4 января 2008 года    | 11 км южнее Лос-Рокеса                                  | L-410UVP-E3              | 14/14   | Отказ двигателей                                                                | [ 62 ] |
| 15 января 2009 года   | Гудзон, Нью-Йорк                                        | Airbus A320-214          | 0/155   | Отказ двигателей после столкновения с птицами (подробнее…)                      | [ 63 ] |
| 26 августа 2009 года  | 7,4 км северней Ла-Тортуги                              | Cessna 208B              | 0/13    | Отказ двигателя                                                                 | [ 64 ] |
| 11 июля 2011 года     | Обь, 17 км от Стрежевого                                | Ан-24РВ                  | 7/37    | Пожар двигателя (подробнее…)                                                    | [ 65 ] |

### Список приводнений по другим причинам

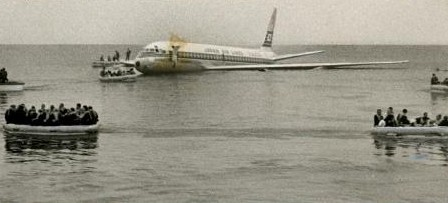
Douglas DC-8 после приводнения в Сан-Франциско

Не всегда приводнения осуществляются умышленно. Известны случаи, когда самолёт оказывался в воде случайно, например при снижении под глиссаду во время захода на посадку, либо выкатившись за пределы аэродрома и упав в воду.
| Дата                  | Место         | Воздушное судно        | Жертвы | Причина                                                                                                  | И      |
| --------------------- | ------------- | ---------------------- | ------ | --- | ------ |
| 5 февраля 1954 года   | Сан-Пабло     | Lockheed RC-121C       | 0/13   | При заходе на посадку в тумане экипаж не следил за высотой                                               | [ 66 ] |
| 5 сентября 1954 года  | Шаннон        | Lockheed L-1049C-55-81 | 28/56  | Потерял высоту после взлёта из-за ошибок в пилотировании                                                 | [ 67 ] |
| 22 ноября 1968 года   | Сан-Франциско | Douglas DC-8-62        | 0/107  | При заходе на посадку в тумане экипаж не следил за высотой (подробнее…)                                  | [ 68 ] |
| 28 сентября 2018 года | Вено          | Boeing 737-8BK         | 1/47   | При заходе на посадку в плохих погодных условиях экипаж потерял пространственную ориентацию (подробнее…) | [ 69 ] |

В советской, а далее в российской авиации, на борту воздушного судна имеется документ под наименованием: «Памятка экипажу по действиям в особых случаях», где расписаны действия экипажа при разных нештатных ситуациях, в том числе и при вынужденной посадке на воду. Интересно, что посадка на воду боевого самолета допускается только в исключительных случаях, только когда один из членов экипажа физически (ранен или в состоянии сильного стресса) не может катапультироваться (выбросится с парашютом). Даже тяжелый сверхзвуковой бомбардировщик способен после приводнения некоторое время оставаться на плаву. Поэтому почти все самолеты с большой продолжительностью полёта оснащены надувными лодками, надувными плотами, аварийным запасом в виде имущества, продуктов питания, пресной водой, сигнальными средствами и аварийным радиомаяком.